# Juan Bravo Murillo

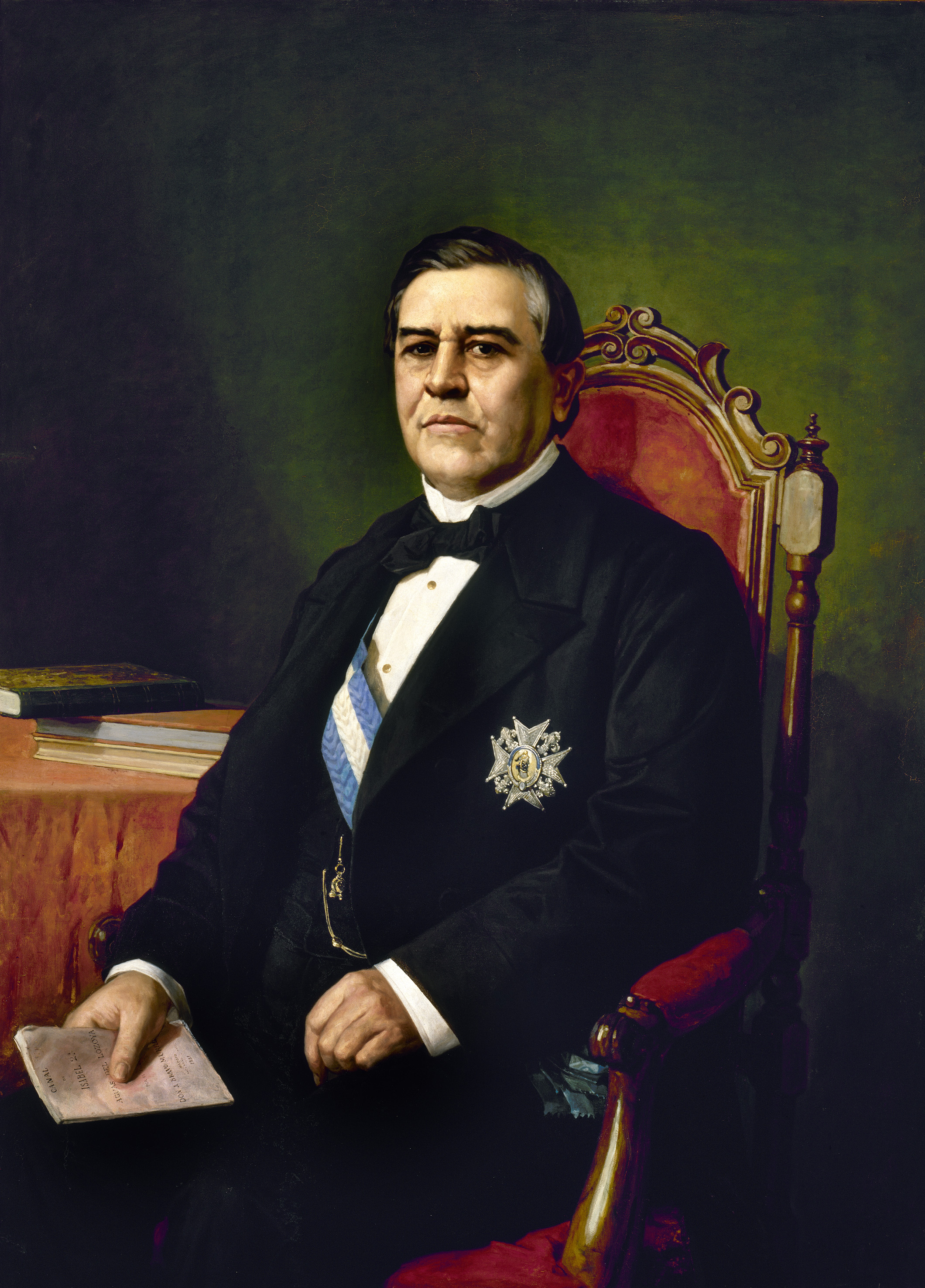
Juan Bravo Murillo (Gemälde von Manuel García Martínez „Hispaleto“ – Congreso de los Diputados 1877)

Juan Bravo Murillo (* 24. Juni 1803 in Fregenal de la Sierra (Provinz Badajoz); † 11. Februar 1873 in Madrid) war ein spanischer Rechtswissenschaftler, Wirtschaftswissenschaftler, Politiker und Regierungspräsident Spaniens (Presidente del Gobierno).

## Biografie

### Studium und Abgeordneter der Cortes
Bravo Murillo absolvierte ein Studium der Rechtswissenschaften an der Universität Salamanca und der Universität Sevilla, das er 1825 mit dem akademischen Grad eines Master (Licenció) abschloss. Im Anschluss daran war er einige Jahre als Rechtsanwalt tätig.
Nach dem Tode von König Ferdinand VII. wurde er 1833 zum Staatsanwalt (Fiscal) am Provinzgericht von Cádiz ernannt. Allerdings musste er nach der Machtübernahme der Partido Progresista 1835 dieses Amt wieder abgegeben und war anschließend wieder als Rechtsanwalt tätig, ehe er von Mai bis August 1836 einige Monate Sekretär von Regierungspräsident Francisco Javier de Istúriz war.
Seine politische Laufbahn begann, als er am 22. September 1837 und dann erneut am 19. Januar 1840 als Mitglied der Partido Moderado zum Mitglied des Parlaments gewählt wurde, in dem er mit Unterbrechungen bis Oktober 1858 abwechselnd die Interessen der Wahlkreise Sevilla, Ávila, Huelva und Albacete. Im Wesentlichen war er jedoch Vertreter des Wahlkreises Badajoz. Die ersten Jahre seiner politischen Tätigkeit waren wegen der starken Stellung von General Baldomero Espartero, dem Regenten für die minderjährige Königin Isabella II. von Oktober 1840 bis Juli 1843, aber eher ohne große Bedeutung.

### Minister
Einen größeren Einfluss bekam er jedoch, nachdem er am 28. Januar 1847 zum Minister für Gnadengesuche und Justiz (Ministro de Gracia y Justicia) in das Kabinett von Carlos Martínez de Irujo berufen wurde, dem er bis zum Ende von dessen Amtszeit am 28. März 1847 angehörte.
Vom 10. November 1847 bis zum 31. August 1849 war er als Minister für Handel, Unterricht und Öffentliche Arbeiten (Ministro de Comercio, Instrucción y Obras Públicas) Mitglied der dritten Regierung von Ramón María Narváez. Während dieser Zeit war er auch zeitweise im Januar 1849 amtierender Marineminister (Ministro de Marina) sowie im August 1849 amtierender Schatzminister (Ministro de Hacienda). Schließlich war er vom 31. August bis zum Ende von Narvaéz dritter Amtszeit am 19. Oktober 1849 Schatzminister. Nach dem nur siebenundzwanzigstündigen Übergangskabinett von Serafín María de Soto wurde er am 20. Oktober 1849 dann wieder als Schatzminister in das vierte Kabinett Narváez berufen, dem er bis zum 29. November 1850 angehörte. Während dieser Zeit bemühte er sich um den Ausgleich der Staatsfinanzen.

### Regierungspräsident
Am 14. Januar 1851 wurde er schließlich als Nachfolger von Narváez selbst zum Regierungspräsidenten Spaniens (Presidente del Gobierno) ernannt. Als solcher war er bis zum 14. Dezember 1852 im Amt und übernahm zugleich auch wieder das Amt des Schatzministers und wirkte zeitweise von Juli bis September 1851 als amtierender Minister für Gnadengesuche und Justiz. Nachfolger als Regierungspräsident wurde Federico Roncali.
Während seiner fast zweijährigen Amtszeit wurden die Grundlagen für den Isabella-II.-Kanal zur Wasserversorgung von Madrid, das Konkordat von 1851 zwischen der Regierung und dem Heiligen Stuhl zur Versöhnung des Staates mit der Katholischen Kirche wegen der Desamortisationsdekrete des Regierungspräsidenten Juan Álvarez Mendizábal sowie 1852 das Gesetz der Freihäfen der Kanarischen Inseln (Ley de Puertos Francos de Canarias) geschaffen. Als Finanzminister war weiterhin der Haushaltsausgleich eines seiner wesentlichen Ziele. Der Ausgleich des Staatshaushalts von 1851 fand wenig Resonanz bei ausländischen Besitzern, zumal über mehrere Jahre keine Zinsen für Auslandsschulden mehr gezahlt wurden.
Die Ereignisse der revolutionären Ereignisse im Europa des Jahres 1848 führten später dazu, dass er 1852 unter dem Titel Proyectos de Leyes Fundamentales das Modell einer absolutistischen Verfassung entwarf, welches eine Beschränkung des seiner Ansicht nach zu liberalen Charakters der Cortes aufgrund der Verfassung von 1845 (Constitución española de 1845) und andererseits eine Stärkung der Monarchie vorsah. Aufgrund der Machtverhältnisse in der Cortes beabsichtigte er durch die Ausrufung von Neuwahlen als Referendum zur Bestätigung seines Verfassungsentwurfs. Andererseits verbot er jede vorherige Diskussion des Entwurfs in der Presse und bremste jede Art öffentlicher Propaganda. Zur Ausrufung von Neuwahlen kam es dann durch ihn doch nicht mehr, da er aus Furcht vor einem Putsch am 14. Dezember 1852 von der Königin entlassen wurde.

### Letzte Lebensjahre

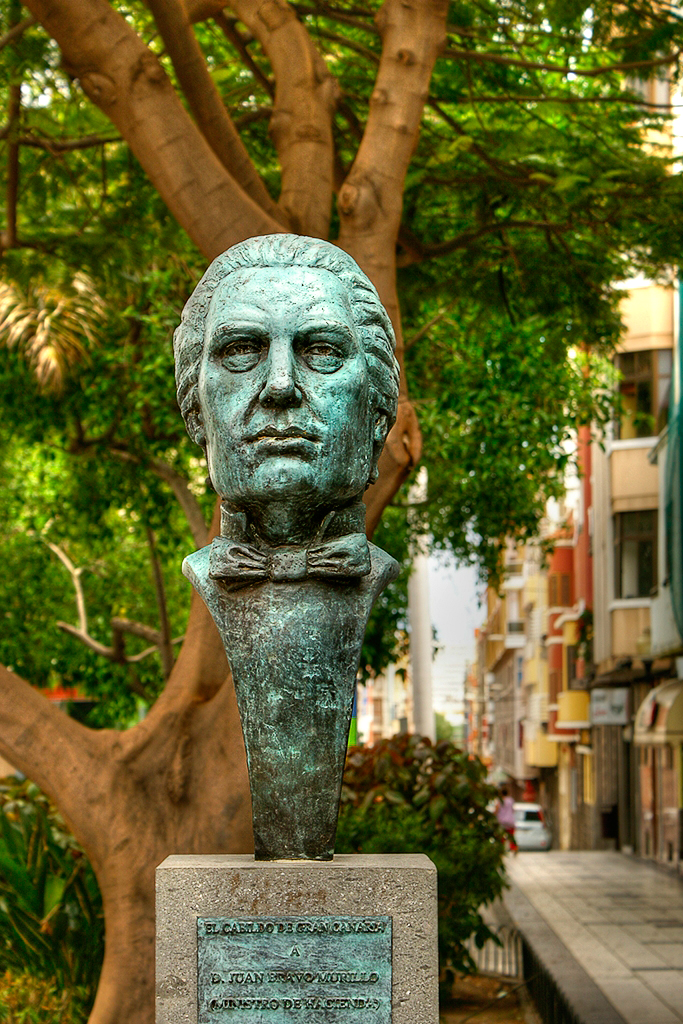
Denkmal in Las Palmas de Gran Canaria

Die die zweijährige Regierungszeit (Bienio Progresista) von Baldomero Espartero und dessen Partido Progresista vom 19. Juli 1854 bis zum 14. Juli 1856 führte dazu, dass er sich aus dem politischen Leben weitgehend zurückziehen musste.
Später war er allerdings vom 11. Januar bis zum 13. Mai 1858 Präsident des Parlaments. Am 10. November 1863 wurde er dann wegen seiner politischen Verdienste zum Senator auf Lebenszeit (Senador Vitalicio) ernannt.
Ihm zu Ehren wurde 2001 ein Metrobahnhof in Madrid benannt.

### Veröffentlichungen
Seine politischen Erinnerungen verfasste er als autobiografisches Werk unter dem Titel Opúsculos (Broschüren, 6 Bände, 1863–1874).
Daneben war er Verfasser finanz- und wirtschaftswissenschaftlicher Fachbücher wie:
- De las deudas amortizables y de los certificados de cupones. 1864 (Über die Tilgungsschulden und die Ausstellung von Zinsscheinen)
- El pasado, el presente y el porvenir de la Hacienda Pública. 1865 (Vergangenheit, Gegenwart und Zukunft der öffentlichen Haushalte)